# Cantone di Chaource
Il Cantone di Chaource era una divisione amministrativa dell'arrondissement di Troyes.
A seguito della riforma approvata con decreto del 21 febbraio 2014, che ha avuto attuazione dopo le elezioni dipartimentali del 2015, è stato soppresso.

## Composizione
Comprendeva i comuni di:
- Avreuil
- Balnot-la-Grange
- Bernon
- Chaource
- Chaserey
- Chesley
- Coussegrey
- Cussangy
- Étourvy
- Les Granges
- Lagesse
- Lantages
- Lignières
- La Loge-Pomblin
- Les Loges-Margueron
- Maisons-lès-Chaource
- Metz-Robert
- Pargues
- Praslin
- Prusy
- Turgy
- Vallières
- Vanlay
- Villiers-le-Bois
- Vougrey